# Edmund Hansen
Edmund Carl Marius Møller Hansen (Odense, 9 de setembre de 1900 - Copenhaguen, 26 de maig de 1995) va ser un ciclista danès, que es dedicà principalment al ciclisme en pista. Va córrer durant els anys 20 del segle xx.
Va prendre part en els Jocs Olímpics de París de 1924, guanyant una medalla de plata en la prova de tàndem, fent parella amb Willy Hansen. En aquests mateixos Jocs va disputar també la prova de persecució per equips, junt a Holger Guldager, Willy Hansen i Jens Kjeldsen, en què quedà sisè i els 50 quilòmetres, en què es desconeix la seva posició final.

## Palmarès
- 1923
  - 1r al Nordisk Mesterskab, 10 km pista
- 1924
  -  Campió de Dinamarca de velocitat
  - 1r a Copenhaguen, velocitat
  - 1r al Nordisk Mesterskab, 1 km pista
  - 1r al Nordisk Mesterskab, 10 km pista
  -  Medalla de plata en Tàndem als Jocs Olímpics de París
- 1925
  -  Campió de Dinamarca de velocitat